# Ncc 630ステーション
『ncc 630ステーション』（エヌシーシー ろくさんまるステーション）は、1990年4月2日から1991年3月29日まで1年間、長崎文化放送で生放送されていた長崎県向けのローカルワイドニュース番組である。テレビ朝日発の全国ニュース『600ステーション』の長崎ローカルパートに相当する。

## 放送時間
- 平日（毎週月曜 - 金曜） - 18:30 - 18:55（日本標準時）。

## 概要
- 長崎文化放送（ncc）の1990年開局翌日にスタートした同局夕方のローカルニュース第1号で、長崎県内のニュースと天気予報を伝えていた。

- 『ANN 600ステーション』全国パートの終了直後に放送されていたため、番組タイトルをそのまま流用せず、「600」を「630」に差し替えて使っていた。

- なお、土曜と日曜の夕方には放送が無く、代わりに『nccニュース』が放送されていた。

- 本番組はその後、『600ステーション』が1991年春の改編で『ステーションEYE』へリニューアルするのに合わせ、1年で同タイトルでの放送を終了。

- 同年4月1日から2000年9月29日までは『nccニュースウェイブ』と題して放送されていた。